# Baugeois
Le Baugeois est une région naturelle française située au nord-est du département de Maine-et-Loire, dans la région Pays de la Loire. Ce pays traditionnel de l'Anjou doit son nom à sa capitale, la ville de Baugé. Cette région est la plus boisée du département.
Le terme « Baugeois » peut se rapporter au territoire du Baugeois, aux habitants de la commune de Baugé ou bien encore à la zone de la communauté de communes de Baugé.

## Géographie

### Situation
Région naturelle française et ancienne division de la province d'Anjou, le Baugeois occupe la partie orientale de Maine-et-Loire, s'étendant sur sa partie nord-est. Ce territoire est délimité au Sud par la vallée de l'Authion et celle de la Loire, et à l'Ouest par la vallée de la Sarthe,. Son point extrême Est se situe sur la commune de Meigné-le-Vicomte.
On trouve sur ce territoire angevin la commune la plus vaste (Longué-Jumelles) et la commune la moins peuplée (Chartrené) du département.
Une partie de la région est intégrée dans le parc naturel régional Loire-Anjou-Touraine.

### Relief et géologie
Situé aux marges du Bassin parisien, le relief du Baugeois est principalement constitué d'un plateau, aux terrains sablonneux, siliceux ou calcaires, caractérisés par de larges affleurements sédimentaires, crétacés, sables et calcaires aux teintes claires.
On y trouve plusieurs vallées. À l'ouest, les vallées du Loir et de la Sarthe, qui un peu au-dessus d'Angers forment, avec la Mayenne, les basses vallées angevines. Les sols des vallées du Loir et de la Sarthe se composent de grès tertiaires, qui en se décomposant donnent des sables, et d'alluvions en partie sableuses et argileuses, que l'on retrouve aussi dans la vallée du Lathan.
Au sud, on trouve les vallées de l'Authion et de la Loire, composantes du Val d'Anjou. Le sol se compose d'alluvions en partie sableuses et argileuses, qui en font la terre la plus fertile du département.

### Hydrographie
Outre la Sarthe, le Loir et l'Authion, le pays Baugeois est traversé par le Couasnon et son affluent l'Altrée. Cette rivière prend sa source sur la commune d'Auverse, pour se jeter dans l'Authion à Beaufort-en-Vallée et à Mazé. On trouve également dans la région les cours d'eau la Marconne et le Lathan.
Autrefois de très nombreux moulins utilisaient les eaux de la Sarthe et du Loir. C'est aussi le cas sur le cours du Couasnon, où plusieurs ouvrages hydrauliques ponctuent le cours d'eau, tels les moulins et les clapets amovibles. Environ deux tiers du débit du Couasnon sont dérivés dans les biefs et les ouvrages des moulins.

### Végétation
La région du Baugeois est la plus boisée du département, elle abrite l'essentiel des forêts de Maine-et-Loire. Elle est constituée de deux forêts domaniales (Chandelais et Monnaie) et de nombreuses forêts de chênes, de châtaigniers, de pins et de peupliers. Les étendues gagnées sur la forêt ont laissé place à des landes.
La forêt de Chandelais, ancienne possession des comtes d'Anjou et rattachée au Domaine de l'État en 1793, s'étalait à l'origine sur 800 hectares. En 1970, on y ajouta 235 hectares, offrant ainsi un refuge à de très nombreux animaux. La forêt de Chandelais est le massif forestier domanial le plus remarquable de Maine-et-Loire, avec une forte dominance de feuillus conduits en futaie et présentant des milieux assez diversifiés : étangs, landes boisées, prairies calcicoles et pelouses, mares et cavités à chiroptères.
La forêt de Monnaie est un massif boisé d'essences variées comportant une partie domaniale conduite en futaie, des zones de landes, des zones humides, des prairies et clairières.
Les débouchés des productions de la forêt ont toujours été en évolution constante. Le chêne fut utilisé pour les charpentes, puis pour la construction de bateaux, et ensuite pour la tonnellerie. Le hêtre fut longtemps utilisé pour les sabots.
Au sud, parallèle à la Loire, la vallée de l'Authion est une vaste zone horticole et arboricole située dans le parc naturel Loire-Anjou-Touraine.
À l'ouest, les basses vallées angevines, qui s'étirent de Morannes (au nord) à Angers (au sud), forment une zone humide inscrite à Natura 2000 et la convention de Ramsar. Ce vaste ensemble de zones humides regroupe les basses vallées de la Mayenne, de la Sarthe et du Loir. Ces prairies inondables y présentent une diversité d'associations végétales en fonction du degré d'hygrométrie des sols, et abrite de nombreux oiseaux d'eau.
Au nord-ouest, l'extraction d’argile pour la production de brique, de tuile et de carreaux, a donné naissance à un paysage composé de petites carrières et de friches.

### Unités paysagères
Le territoire du Baugeois comprend cinq unités paysagères : Plateau du Baugeois, Val d'Anjou, Portes du Baugeois, la partie Est de l'unité paysagère des Basses Vallées angevines et la partie Est de celle des plateaux du Haut Anjou.
L'unité paysagère Plateau du Baugeois recouvre la quasi-intégralité du territoire du même nom, englobant les Rairies, le Noyantais, le Vernantais et le Jarzéen. Situé sur les marges du Bassin parisien, il se compose d'un vaste plateau de calcaire et de grès. C'est le territoire le plus boisé du département.
L'unité paysagère Val d'Anjou recouvre essentiellement la partie nord de la vallée angevine, au sud du Plateau Baugeois. Cette langue fertile de 80 km, s'étire de Bourgueil (à l'est) à Angers (à l'ouest). On y trouve la vallée de l'Authion, des pépinières, des cultures céréalières et de nombreuses peupleraies.
L'unité paysagère Portes du Baugeois se situe entre la région d'Angers et le Plateau du Baugeois. Entre Loir, Sarthe, Authion et confluence angevine, ce plateau présente des caractères variés. C'est la transition vers le Plateau Baugeois, et ses paysages sont marqués par l'occupation humaine, tandis qu'au sud-ouest les ardoisières en constituent un élément majeur.
L'unité paysagère Basses Vallées angevines se situe d'une part autour de la Sarthe, depuis Châteauneuf-sur-Sarthe jusqu'à Angers, et d'autre part autour du Loir, depuis Seiches-sur-le-Loir jusqu'à Briollay. Ce territoire alluvial de 4 500 hectares est une vaste zone humide soumise à des inondations entre octobre et mai.
L'unité paysagère Plateaux du Haut Anjou se situe au nord de celle des Basses Vallées angevines, autour des trois rivières la Mayenne, la Sarthe et le Loir. De part et d'autre de la Sarthe on trouve, à l'ouest, le Massif armoricain, et à l'est, le Bassin parisien. On est là sur un vaste plateau structuré autour des vallées de ces trois rivières, offrant une grande variété de paysages.

### Climat
Le climat angevin est tempéré, de type océanique. Il est particulièrement doux, compte tenu de sa situation entre les influences océaniques et continentales. Généralement les hivers sont pluvieux, les gelées rares et les étés ensoleillés.
Le climat du Baugeois est plus continental : plus sec et chaud l'été.

## Histoire

Localisation de la sénéchaussée de Baugé en Anjou.

### Préhistoire et Antiquité
Le pays baugeois est peuplé dès la Préhistoire, comme en témoigne la présence de plusieurs dolmens autour de Baugé.
La répartition des sites mégalithiques en Maine-et-Loire présente une plus forte densité dans le Saumurois et le Baugeois (Broc, Chigné, Échemiré…).

### Moyen Âge
Au début du XIe siècle, Foulques Nerra fonde un château près du Vieil-Baugé sur la rive droite du Couasnon, au confluent de l'Altrée.
Par la suite, le fief de Baugé fait partie de l'apanage d'Anjou, et les princes de la maison d'Anjou ne cessent de témoigner leur intérêt à la région.
En 1421 éclate la bataille du Vieil-Baugé.

### Époque moderne
Au XVe siècle le roi René, qui aime venir chasser dans les forêts de la région, fait reconstruire le château et les principaux quartiers de la ville de Baugé.
Sous l'Ancien Régime, le Baugeois devient un pays d'élection pour le prélèvement de la taille.
Baugé est à la tête d'une importante sénéchaussée de l'Anjou, dépendante de la sénéchaussée principale d'Angers. Jusqu'au XVIe siècle, la juridiction de la Sénéchaussée angevine de Baugé couvre un territoire allant jusqu'à Château-la-Vallière (Indre-et-Loire) à l'Est et Le Lude (Sarthe) au Nord.

### Époque contemporaine
À la Révolution, des volontaires du Baugeois partent rejoindre la Vendée. Après l'échec de l'armée catholique et Royale, une chouannerie locale se développe. À partir de 1799, des attaques ont lieu sur Seiches, Tiercé, Baugé et Durtal.
À la création des départements en 1790, le Maine-et-Loire est découpé en huit districts ; quatre centres de l'Ancien Régime (Angers, Baugé, Cholet et Saumur) et quatre autres chefs-lieux (Chateauneuf, Segré, Saint-Florent et Vihiers).

La cité de Baugé devient chef-lieu de district, puis chef-lieu d'arrondissement à partir du 17 février 1800, englobant les dix cantons du Baugeois : Baugé, Beaufort, Fougeré, Jarzé, Longué, Mazé, Mouliherne, Noyant, Seiches et Vernoil.

En 1801, après la disparition de certains cantons, l'arrondissement de Baugé ne compte plus que cinq cantons : Baugé, Beaufort, Longué, Noyant et Seiches. En 1806, le canton de Durtal est rattaché à l'arrondissement à la suite de la requête des administrateurs du canton. L'arrondissement de Baugé existera jusqu'en 1926.

Chaque année se déroule dans le Baugeois des comices cantonaux particulièrement dynamiques, que ce soit sur le canton de Baugé, celui de Seiches, de Durtal ou encore celui de Noyant. Le plus ancien comice agricole de Maine-et-Loire est celui de Seiches, créé en 1833. À l’époque c'est l'occasion de démonstrations, notamment pour les outils de travail du sol.
C'est aussi au XIXe siècle que le Baugeois voit se développer des industries, tirant leur énergie du bois que l'on trouve sur place. C'est le cas de la chaux, produite à partir de fours, très nombreux.
Au cours des années 2010 on assiste à plusieurs regroupements de communes. En 2013, les communes de Baugé, Montpollin, Pontigné, Saint-Martin-d'Arcé et Le Vieil-Baugé forment la commune nouvelle de Baugé-en-Anjou, et les communes de Clefs et Vaulandry forment Clefs-Val d'Anjou. De nouveaux regroupements s'opèrent en 2016. L'ancienne commune de Baugé-en-Anjou, et Bocé, Chartrené, Cheviré-le-Rouge, Clefs-Val d'Anjou, Cuon, Échemiré, Fougeré, Le Guédeniau et Saint-Quentin-lès-Beaurepaire forment la commune nouvelle de Baugé-en-Anjou ; les communes de Brion, Fontaine-Guérin et Saint-Georges-du-Bois forment Les Bois-d'Anjou ; les communes de Chemiré-sur-Sarthe et Morannes forment Morannes-sur-Sarthe ; les communes d'Andard, Bauné, La Bohalle, Brain-sur-l'Authion, Corné, La Daguenière et Saint-Mathurin-sur-Loire forment Loire-Authion ; les communes de Beauvau, Chaumont-d'Anjou, Jarzé et Lué-en-Baugeois forment Jarzé-Villages ; les communes de Beaufort-en-Vallée et Gée forment Beaufort-en-Anjou ; les communes de Fontaine-Milon et Mazé forment Mazé-Milon.

## Culture et patrimoine

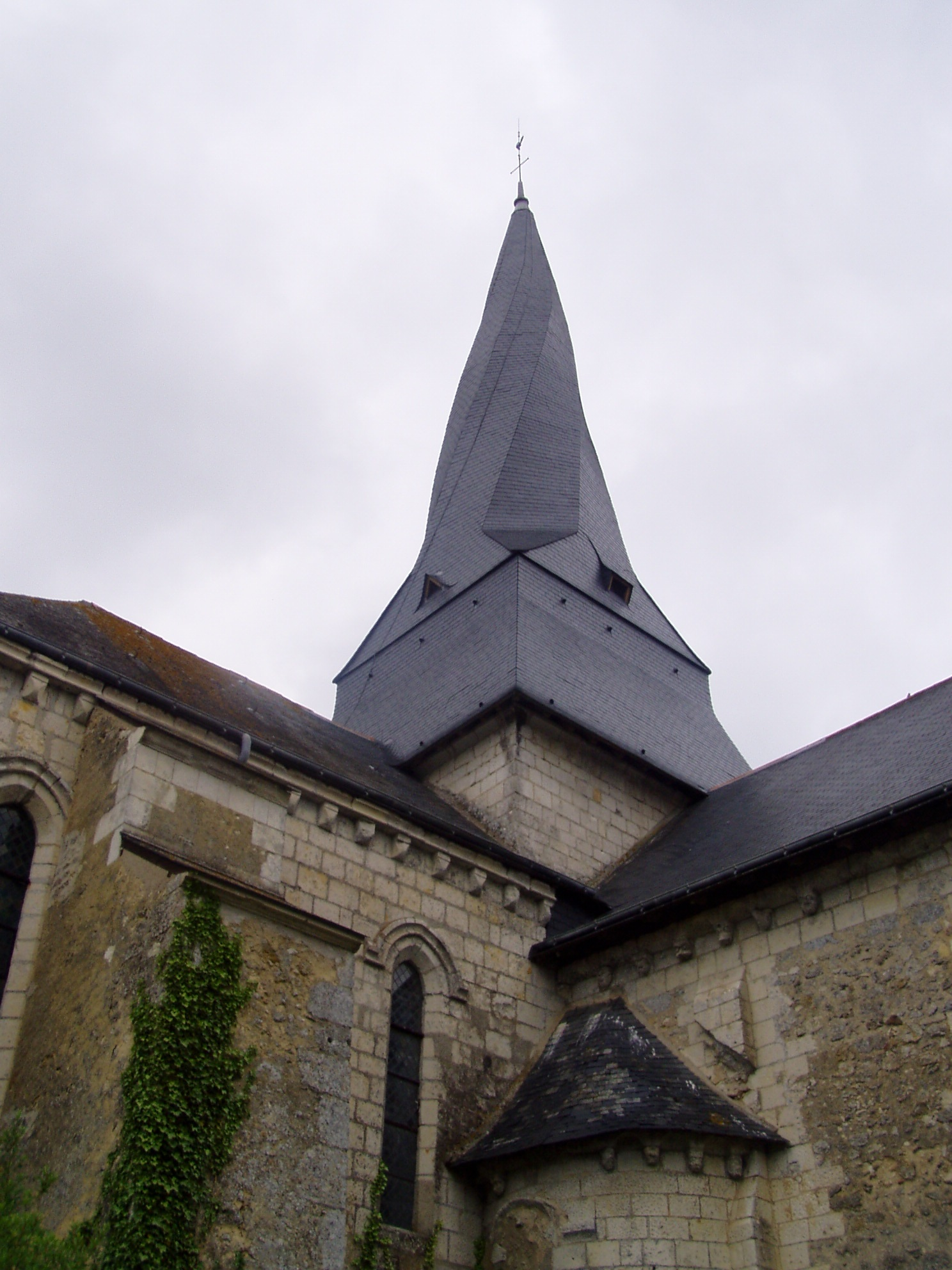
Clocher tors de l'église de Pontigné.

### Patrimoine
Châteaux et manoirs y sont nombreux. On peut aussi y voir les clochers tors, typique du pays Baugeois.
- La cité de Baugé, dont le centre-ville est un site protégé inscrit[30] ;
- Le château édifié au XVe siècle par le Roi René à Baugé[31] ;
- Le château de Parpacé du XVIe siècle à Bocé ;
- L'église Saint-Maurice du XIIe siècle à Chartrené ;
- L'église Saint-Médard des XIe et XIIIe siècles à Cheviré-le-Rouge ;
- Le logis seigneurial dit château de Clefs du XVIe siècle à Clefs ;
- Le château du XVe siècle de Durtal ;
- L'ensemble mégalithique dit La pierre du coq du Néolithique à Échemiré[32] ;
- L'église Saint-Étienne du XIe siècle à Fougeré ;
- Les sites classés des XIe et XVe siècles au Guédeniau ;
- Le château de Montgeoffroy du XVIIIe siècle à Mazé ;
- L'église Saint-Denis du XIe siècle à Pontigné ;
- Les sites classés de la région de Noyant ;
- Le Vieil-Baugé, dont l'église Saint-Symphorien érigée aux alentours du XIe siècle ;
- Les clochers tors du Baugeois, plus forte concentration de clochers de ce type en France : cinq églises concernées (Fougeré, Fontaine-Guérin, Mouliherne, Pontigné et Le Vieil-Baugé).

### Autres lieux

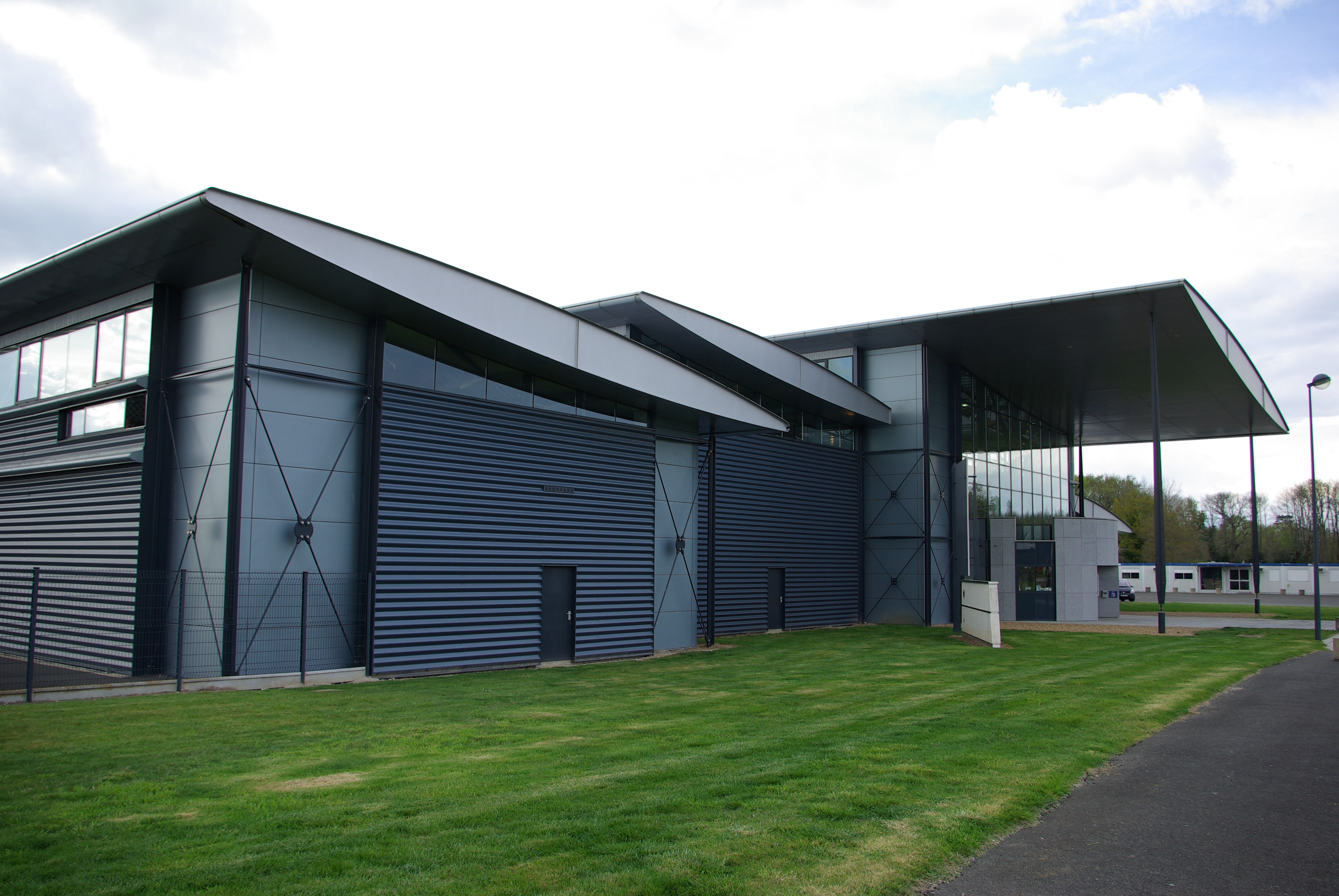
Musée régional de l'air d'Angers-Marcé.

- Le musée d'art et d'histoire de Baugé situé dans le château de Baugé et labellisé Musée de France[33] ;
- Le musée Joseph-Denais de Beaufort-en-Vallée, labellisé Musée de France[34] ;
- Le parc du château de Lathan à Breil, labellisé jardin remarquable ;
- Les jardins du château de Gastines à Fougeré ;
- Le musée Jules-Desbois de Parçay-les-Pins, labellisé Musée de France, consacré aux œuvres du sculpteur Jules Desbois[35] ;
- Le musée régional de l'air d'Angers-Marcé[36] ;
- Les cercles de boule de fort, très implantés dans le Baugeois.

### Personnalités historiques
- Roi René (1409-1480), bâtisseur de l'actuel château de Baugé.
- Marquis de Turbilly (1717-1776), à l'origine d'expériences de défrichement dans le Baugeois.
- Louis-François-Bertrand du Pont d'Aubevoye de Lauberdière (1759-1837), né et mort au château de l'Auberdière, situé dans le village de Bocé. Aide de camp du comte de Rochambeau, il a participé à la Guerre d'Amérique. Officier de la Grande Armée, il est fait baron d'Empire (1808). À la Restauration, il est promu Commandeur de la Légion d'honneur. Député de Maine-et-Loire.
- Émile Joulain (1900-1989), écrivain français né à Mazé.
- Yvon Péan (1928-2009), écrivain contemporain français du parler angevin, né à Fontaine-Guérin.

## Intercommunalités

### Communautés de communes
En 2012 le Baugeois compte six communauté de communes :
- Communauté de communes du Canton de Baugé, comprenant les communes de Baugé, Bocé, Chartrené, Cheviré-le-Rouge, Clefs, Cuon, Échemiré, Fougeré, Le Guédeniau, Montpollin, Pontigné, Saint-Martin-d'Arcé, Saint-Quentin-lès-Beaurepaire, Vaulandry et Le Vieil-Baugé ;
- Communauté de communes de Beaufort-en-Anjou, comprenant les communes de Beaufort-en-Vallée, Brion, Fontaine-Guérin, Fontaine-Milon, Gée, Mazé et Saint-Georges-du-Bois ;
- Communauté de communes de Loir-et-Sarthe, comprenant les communes de Baracé, Cheffes, Écuillé, Étriché, Soulaire-et-Bourg et Tiercé ;
- Communauté de communes Loire Longué, comprenant les communes de Blou, Courléon, La Lande-Chasles, Longué-Jumelles, Mouliherne, Les Rosiers-sur-Loire, Saint-Clément-des-Levées, Saint-Martin-de-la-Place, Saint-Philbert-du-Peuple, Vernantes et Vernoil-le-Fourrier ;
- Communauté de communes du Canton de Noyant, comprenant les communes de Auverse, Breil, Broc, Chalonnes-sous-le-Lude, Chavaignes, Chigné, Dénezé-sous-le-Lude, Genneteil, Lasse, Linières-Bouton, Meigné-le-Vicomte, Méon, Noyant, Parçay-les-Pins et La Pellerine ;
- Communauté de communes des Portes-de-l'Anjou, comprenant les communes de Daumeray, Durtal, Montigné-lès-Rairies, Morannes et Les Rairies.

Dans le cadre de la révision du schéma départemental de coopération intercommunale 2016, visant à rationaliser la carte des intercommunalités, plusieurs changements interviennent ensuite sur le département. Le 1er janvier 2017 une nouvelle intercommunalité voit le jour, Baugeois Vallée, comprenant Baugé-en-Anjou, Beaufort-en-Anjou, Les Bois d'Anjou, Mazé-Milon, La Ménitré, Noyant-Villages et La Pellerine.

### Structure de pays
Le Pays des Vallées d'Anjou est un regroupement de collectivités locales comprenant les 6 communautés de communes : Beaufort-en-Anjou, Baugé, Noyant, Loir et Sarthe, Loire Longué et Portes de l'Anjou.

## Pour approfondir